# Apetahia
Apetahia es un género de plantas  perteneciente a la familia Campanulaceae. Contiene cuatro especies. Es originario del centro y sur del Pacífico.

## Taxonomía
El género fue descrito por Henri Ernest Baillon y publicado en Bulletin Mensuel de la Société Linnéenne de Paris 1: 310. 1882.

## Especies aceptadas
A continuación se brinda un listado de las especies del género Apetahia aceptadas hasta octubre de 2013, ordenadas alfabéticamente. Para cada una se indica el nombre binomial seguido del autor, abreviado según las convenciones y usos.
- Apetahia longistigmata (F.Br.) E.Wimm.
- Apetahia margaretae (F.Br.) E.Wimm.
- Apetahia raiateensis Baill.
- Apetahia seigelii J.Florence